# روث تايلور (كاتبة)
روث تايلور هي كاتِبة وشاعرة كندية، ولدت في 10 يناير 1961، وتوفيت في 18 فبراير 2006.